# EARTHBEAT
『EARTHBEAT』（アースビート）は、2002年7月3日にEMIミュージック・ジャパンから発売されたコンピレーション・アルバム。

## 概要
洋楽を中心に、ダンスビートナンバーを収録したオムニバスアルバム。

## 収録曲
1. ブリトニー・スピアーズ / ウップス・アイ・ディド・イット・アゲイン
2. ルトリシア・マクニール / パーフェクト・ラブ
3. ジャネット・ジャクソン / オール・フォー・ユー
4. リアン・ライムス / キャント・ファイト・ザ・ムーン・ライト(Graham Stack Radio Edit)
5. ダフト・パンク / ワン・モア・タイム
6. カイリー・ミノーグ / キャント・ゲット・ユー・アウト・オブ・マイ・ヘッド
7. UTADA HIKARU / DISTANCE(PLANITb Remix)
8. アリーヤ / トライ・アゲイン
9. スピーチ / スピリチュアル・ピープル
10. Yaiko / Darling Darling(Mondo Paradiso-Radio Edit)
矢井田瞳の「my sweet darlin'」のUKヴァージョン。
11. ケミカル・ブラザーズ / スター・ギター(Pete Hellar's Expanded Edit)
12. バックストリート・ボーイズ / シェイプ・オブ・マイ・ハート(Soul Solution Radio Mix)
13. ペット・ショップ・ボーイズ / ホーム&ドライ(Brank&Jones Remix Radio Edit)